# Symphaster gesneraceae
Symphaster gesneraceae är en svampart som först beskrevs av Henn., och fick sitt nu gällande namn av Theiss. & Syd. 1915. Symphaster gesneraceae ingår i släktet Symphaster och familjen Asterinaceae.   Inga underarter finns listade i Catalogue of Life.